# Mothocya xenobranchia
Mothocya xenobranchia är en kräftdjursart som beskrevs av Bruce1986. Mothocya xenobranchia ingår i släktet Mothocya och familjen Cymothoidae.
Artens utbredningsområde är Mexikanska golfen. Inga underarter finns listade i Catalogue of Life.